# Celestron
Celestron è un'azienda statunitense il cui marchio dal 2005 è di proprietà taiwanese che costruisce telescopi, binocoli, microscopi ed accessori per i propri prodotti.

## Storia

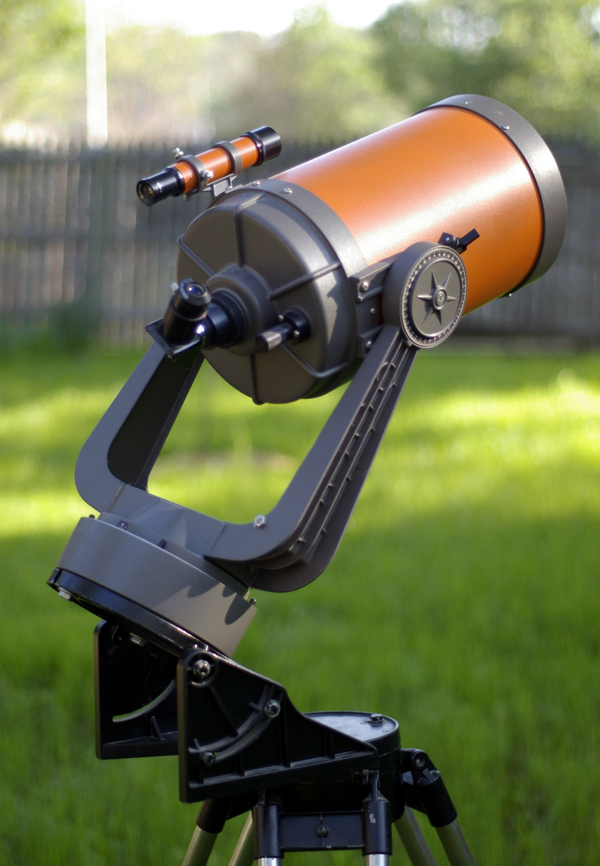
Un telescopio C8 Celestron vintage degli anni '70 "Tubo Arancione"

L'azienda fu fondata negli Stati Uniti negli anni cinquanta da Tom Johnson (1923-2012) come "Valor Electronics", con sede a Torrance (California).
Johnson iniziò a lavorare con i telescopi quando costruì un riflettore da 6 pollici per i suoi due figli. Nel 1960, Johnson creò la divisione Astro-Optical all'interno di Valor, che sarebbe poi diventato Celestron.
Successivamente, nel 1964, sempre all'interno della Valor Electronics Johnson fondò la divisione "Celestron Pacific", che costruiva telescopi Schmidt-Cassegrain da 4" a 22". Nel 1970 Celestron introdusse il suo 8" di diametro e 2.032 millimetri di lunghezza focale chiamato "C8", il primo di una nuova linea di telescopi costruiti su larga scala e a basso costo.
Johnson, il fondatore della società, vendette la Celestron nel 1980. L'azienda fu poi acquisita da Tasco nel 1997 ma cessò quasi completamente l'attività quando la Tasco fallì nel 2001.

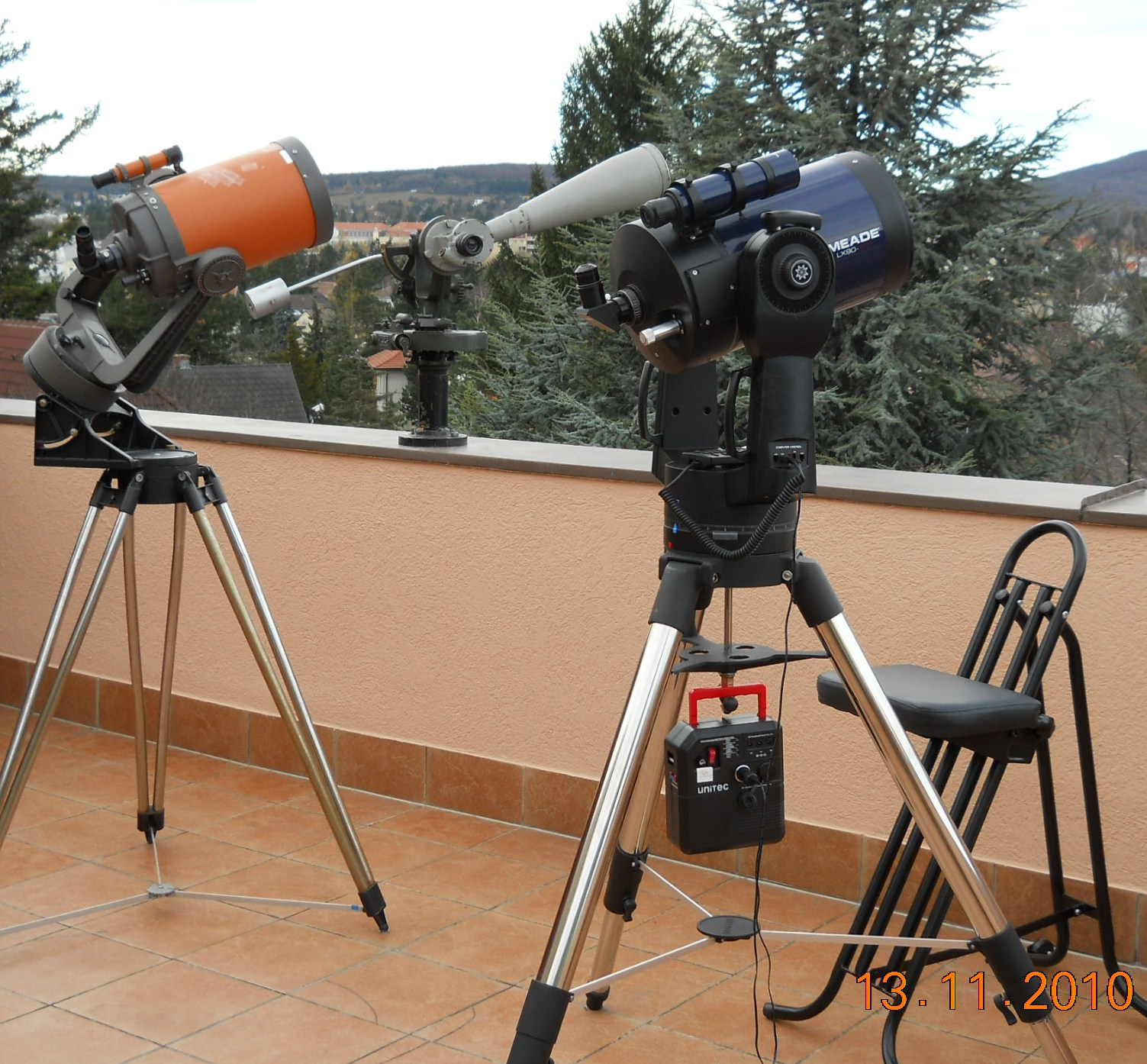
Telescopio Celestron con la classica livrea arancione anni '70÷'90 e telescopio Meade col classico colore blu notte

All'inizio del 2003 il rivale di Celestron, Meade Instruments Corporation, tentò la fusione e un cambio di gestione, ma un tribunale fallimentare permise la vendita della Celestron ancora ai proprietari originali. La società rimase di proprietà statunitense fino ad aprile 2005, quando venne acquisita da SW Technology Corporation, una società affiliata alla Synta Technology Corporation, azienda di ottiche taiwanese che per 15 anni era stata fornitrice di componenti per la Celestron e per la stessa Tasco. Synta è anche l'azienda fondatrice del marchio Skywatcher.

## Prodotti
Una delle prime innovazioni che fece la Celestron fu di dotare i telescopi di una lente asferica per eliminare l'aberrazione sferica e ridurre altre aberrazioni ottiche.